# Estação ferroviária de Irivo
A estação ferroviária de Irivo é uma interface da Linha do Douro, que serve a localidade de Irivo, parte do concelho de Penafiel, em Portugal.

## Descrição

### Localização e acessos
Esta estação situa-se no noroeste da freguesia epónima junto à confluência do do Rio Cavalum com o Rio Sousa, distando mais de um quilómetro do centro da localidade (igreja).

### Infraestrutura
Esta interface apresenta apenas duas vias de ciculação (I e II), ambas com 245 m de extensão e cada uma acessível por sua plataforma de 221 m de comprimento e 90 cm de altura.
Situa-se junto a esta estação a substação de tração de Irivo, de serviço simples e contratada à I.P., que assegura aqui a eletrificação da Linha do Douro, entre a zona neutra de São Martinho do Campo e o término do troço eletrificado, em Marco de Canaveses.
Situa-se igualmente junto a esta estação, centrado ao PK 32+18, o Terminal de Mercadorias de Irivo, um terminal ferroviário multiserviço gerido pela empresa Agremor. Também conhecido como Ramal de Irivo, insere-se na via ao PK 31+904 (dep. 08508) no sentido de Cête e ao PK 32+445 (dep. 08607) no sentido de Penafiel.

### Serviços
Em dados de 2023, esta interface é servida por comboios de passageiros da C.P. de tipo urbano no serviço “Linha do Marco”, com 16 circulações diárias em cada sentido entre Porto-São Bento e Penafiel, e mais uma entre aquela estação e Marco de Canaveses; passam sem parar nesta interface, em cada sentido, 19 circulações diárias do mesmo serviço.

## História

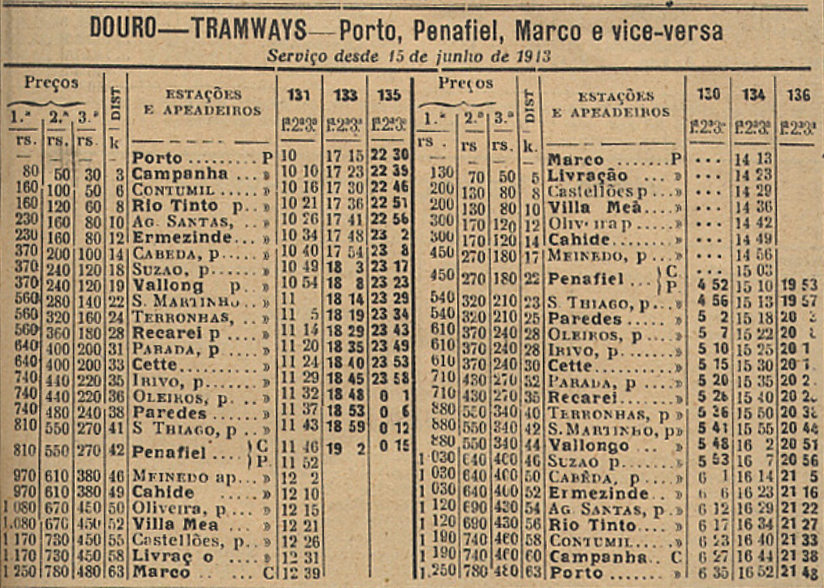
Horários de 1913, incluindo a gare de Irivo

Este apeadeiro situa-se no lanço da Linha do Douro entre as estações de Ermesinde e Penafiel da Linha do Douro, que foi aberto à exploração em 30 de Julho de 1875.

Em 1985, Irivo não dispunha ainda de edifício de passageiros, situando-se a plataforma do lado norte da via (lado esquerdo do sentido ascendente, para Barca d’Alva), então ainda em via única.